# 英格兰校服
英格兰校服（英語：School uniforms in England）在亨利五世时期开始大量被采用。当时的校服被称为蓝衫（Bluecoat），因为它是一件蓝色大衣。蓝色是最廉价的染料，能够显出所有学童的謙遜。第一所采用校服的学校是基督公學，它的校服是所有学校中最古老的。
1870年初等教育法为所有儿童提供免费小学教育。校服变得普遍，最终大多数学校都采用了校服。在当时，男学童穿着短西裤（Short Trouser）与西装外套（Blazer），在青春期（即14岁或15岁）时穿着长西裤（Trouser），女学童主要穿着襯衫（Blouse）、束腰裙（Tunic Dress）与围裙（Pinafore），在20世纪初发展为无袖制服（Gymslip）。
上述校服样式采用至20世纪50年代，1944年教育法之后，中学教育变为免费，使得离校年龄提升至15岁。这些改革鼓励各校统一校服样式。在一些学校，学生在冬季与夏季穿着不同校服，女学童的校服随季节变化明显，在夏季穿着校裙，在冬季穿着无袖制服。
当下，英国政府认为校服在塑造校服中扮演重要角色：儿童、学校及家庭部（Department for Children, Schools and Families）强烈建议各校采用校服，因为它能够灌输学童对自身身份的自豪感；支持积极行为、紀律；鼓励学童认同自身身份，支援校风；确保各种种族、背景学童感到受欢迎；以特殊方式保护学童免于社会衣着压力；培养凝聚力，促進不同群体学童间的良好关系。
校服被要求需两性平等，提供一个合理、低廉的价格，保障宗教自由，例如：允许錫克教教徒头戴特本（Turban）。

## 图集
- 穿着无袖制服的女学童，摄于1950年代。
- 穿着条纹西装外套的女学童，条纹西装外套作为校服在20世纪80年代非常普遍。
- 两位穿着典型综合学校（Comprehensive school）校服的学童。
- 穿着传统灰色学生袜的学童。
- 伊顿公学学童于6月4日传统庆祝的穿着。
- 贾瓦哈拉尔·尼赫鲁穿着哈罗公学校服，摄于1905年。
- 亨利亲王，告士打公爵身着伊顿公学校服，摄于约1914年。